# Барсове
45°29′1″ пн. ш. 34°56′0″ сх. д. / 45.48361° пн. ш. 34.93333° сх. д.
Ба́рсове (до 1948 року — Барасонівка; крим. Bor Asan) — колишнє село в Україні, підпорядковувалося Некрасовській сільраді Совєтського району Автономної Республіки Крим.
Виключене з облікових даних рішенням Верховної Ради Автономної Республіки Крим від 28 листопада 2012 року.